# Sabicea parviflora
Sabicea parviflora är en måreväxtart som beskrevs av Karl Moritz Schumann och Herbert Fuller Wernham. Sabicea parviflora ingår i släktet Sabicea och familjen måreväxter. Inga underarter finns listade i Catalogue of Life.